# Вивиани, Умберто
Умберто Вивиани Рибера (исп. Humberto Viviani Ribera ; 10 декабря 1980, Риберальта) — боливийский футболист итальянского происхождения, защитник. Ныне — тренер.

## Биография
Всю свою игровую карьеру провел на родине. Выступал за ряд боливийских команд, в том числе и за ведущие клубы страны «Стронгест» и «Аурору». Закончил играть в 34 года в «Мунисипале» из Тикипаи.
Затем перешел на тренерскую работу. Первых больших успехов достиг с клубом «Атлетико Пальмафлор». По итогам 2019 года он привел его к победе в Кубке Симона Боливара, тем самым заработав путевку в боливийскую Примеру. Затем специалист возглавлял «Аурору».
В 2023 года попробовал свои силы в зарубежном чемпионате, подписав контракт с армянским «Ваном». Под его руководством команда провела в Премьер-Лиге 11 матчей, в которых одержала всего две победы.

## Достижения

### Футболиста
- Вице-чемпион Боливии (1): 1999.

### Тренера
- Обладатель Кубка Симона Боливара (1): 2019.